# 25981 Shahmirian
25981 Shahmirian è un asteroide della fascia principale. Scoperto nel 2001, presenta un'orbita caratterizzata da un semiasse maggiore pari a 2,3402405 UA e da un'eccentricità di 0,1404072, inclinata di 7,02727° rispetto all'eclittica.